# Guillaume de Tir
Guillaume din Tir, în istoriografia anglofonă cunoscut și ca William din Tir (n. 1130, Ierusalim, Regatul Ierusalimului – d. 29 septembrie 1186, Ierusalim, Regatul Ierusalimului; în latină Willelmus Tyrensis) a fost un cronicar și arhiepiscop medieval. Ca arhiepiscop al Tirului este cunoscut și sub numele de Guillaume sau William al II-lea, pentru a fi distins de predecesorul său, William I, englezul, fost preot al Bisericii Sfântului Mormânt, arhiepiscop de Tir între 1127 și 1135. A crescut la Ierusalim la curtea Regatului Ierusalimului, care a fost înființat în 1099 după prima Cruciadă, unde și-a petrecut douăzeci de ani studiind artele liberale și dreptul canonic la universitățile din Europa.
După întoarcerea lui Guillaume la Ierusalim în 1165, regele Amalric l-a făcut ambasador în Imperiul Bizantin. Guillaume a devenit tutorele fiului regelui, viitorul rege Balduin al IV-lea. După moartea lui Amalric, Guillaume a devenit cancelar și arhiepiscop al Tirului, două înalte funcții în regat, iar în 1179 a condus delegația orientului la cel de-al treilea Conciliu al Lateranului. Așa cum a fost implicat în lupta dinastică care sa petrecut în timpul domniei lui Balduin al IV-lea, importanța lui a scăzut atunci când fracțiunea rivală a dobândit controlul asupra afacerilor regale, murind în obscuritate, probabil în 1186.
Guillaume a scris un raport al Conciliului Lateran și o istorie a statelor islamice de pe timpurile lui Mohamed. Nici una dintre lucrări nu a supraviețuit. Este faimos astăzi ca autor al unei istorii bogate a Regatului Ierusalimului. Guillaume a compus cronica sa într-o latină excelentă pentru timpul său, cu numeroase citate din literatura clasică. În cronică se dă câteodată titlul Historia rerum în partibus transmarinis gestarum („Istoria faptelor de după mare”) sau Historia Ierosolimitana („Istoria Ierusalimului”) ori „Historia” pe scurt. A fost tradusă în franceză la scurt timp după moartea sa, iar ulterior în numeroase alte limbi. Deoarece este singura sursă pentru istoria Ierusalimului din secolul al XII-lea scrisă de un autohton, istoricii au presupus de multe ori că afirmațiile lui Guillaume ar putea fi luate la valoarea nominală. Cu toate acestea, istorici mai recenți au arătat că implicarea lui Guillaume în disputele politice ale regatului a dus la apariția unor prejudecăți detectabile în contul său. În ciuda acestui fapt, el este considerat cel mai mare cronicar din timpul cruciadelor și unul dintre cei mai buni autori ai Evului Mediu.